# MAMA Award para Melhor Performance Vocal
O Mnet Asian Music Award para Melhor Performance Vocal Masculino/Feminino - Solo ou Grupo (베스트 보컬 퍼포먼스 (남자/그룹 - 솔로/솔로)) é um prêmio apresentado anualmente pela CJ E&M Pictures (Mnet).
Foi concedido pela primeira vez na 12ª cerimônia da Mnet Asian Music Awards realizada em 2010; Gummy e 2AM venceram o prêmio pelas suas performances vocais em "Because You're a Man" e "Can't Let You Go Even If I Die" respectivamente. É dado em homenagem ao(s) artista(s) com a melhor performance vocal na indústria da música coreana.

## História
| Ano(s)    | Melhor Solo | Melhor Solo | Melhor Solo | Melhor Grupo | Melhor Grupo | Melhor Grupo | Melhor Solo/Grupo | Melhor Solo/Grupo | Melhor Solo/Grupo |
| Ano(s)    | Masculino   | Feminino    | Combinado   | Masculino    | Feminino     | Combinado    | Masculino         | Feminino          | Combinado         |
| --------- | ----------- | ----------- | ----------- | ------------ | ------------ | ------------ | ----------------- | ----------------- | ----------------- |
| 2010–2012 |             |             | Sim         |              |              | Sim          |                   |                   |                   |
| 2013–2014 |             |             |             |              |              |              | Sim               | Sim               |                   |

## Vencedores e indicados
| Ano[I]     | Vencedor(es) | Canção                           | Indicado(s) |
| ---------- | ------------ | -------------------------------- | --- |
| 2010 (12ª) | Gummy        | "Because You're a Man"           | Indicados - K.Will - "Miss Miss Miss" - Seo In Young - "You Write It As Love and Call It Pain" - Jung In - "Hate" - Wheesung - "I Thought of Marriage" |
| 2010 (12ª) | 2AM          | "Can't Let You Go Even If I Die" | Indicados - 4Men - "Can't" - 8Eight - "Break Up Is Coming" - Vibe - "Come Back" - Davichi - "Time Please Stop"                                         |
| 2011 (13ª) | IU           | "Good Day"                       | Indicados - Kim Gun Mo - "It's Sadder Than the Yesterday" - Lee Hyun - "You Are the Best of My Life" - Huh Gak - "Hello" - K.Will - "My Heart Beating" |
| 2011 (13ª) | 2NE1         | "Lonely"                         | Indicados - Davichi - "Don't Say Goodbye" - SISTAR19 - "Ma Boy" - 2AM - You Wouldn't Answer My Calls" - 4Men - "Once While Living"                     |
| 2012 (14ª) | K.Will       | "I Need You"                     | Indicados - Baek Ji Young - "Voice" - IU - "You and I" - John Park - "Falling" - Huh Gak - "The Person Who Once Loved Me"                              |
| 2012 (14ª) | Davichi      | "Will Think of You"              | Indicados - 2AM - "I Wonder If You Hurt Like Me" - Noel - "I Miss You" - Urban Zakapa - "I Hate You" - 4Men - "The Man, The Woman"                     |
| 2013 (15ª) | Lee Seung-gi | "Return"                         | Indicados - 2AM - "One Spring Day" - Lee Seung Chul - "My Love" - Cho Yong Pil - "Bounce" - K.Will - "Love Blossom"                                    |
| 2013 (15ª) | Ailee        | "U&I"                            | Indicados - Davichi - "Turtle" - Lyn - "Breakable Heart" - IU - "The Red Shoes" - Lee Hi - "1,2,3,4"                                                   |
| 2014 (16ª) | Taeyang      | "Eyes, Nose, Lips"               | Indicados - Kim Dong-ryool - "How I Am" - K.Will - "Day 1" - Roy Kim - "Home" - Wheesung - "Night And Day"                                             |
| 2014 (16ª) | Ailee        | "Singing Got Better"             | Indicados - Baek Ji-young - "Fervor" - IU - "Friday" - Lee Sun-hee - "Meet Him Among" - Younha - "Umbrella"                                            |

↑[I]  Cada ano está ligado ao artigo sobre o Mnet Asian Music Awards realizado naquele ano.

## Prêmios múltiplos para Melhor Performance Vocal
Até 2014, somente um (1) artista recebeu o título duas ou mais vezes.
| Artista | Número de prêmios | Primeiro ano premiado | Último ano premiado |
| ------- | ----------------- | --------------------- | ------------------- |
| Ailee   | 2                 | 2013                  | 2014                |

## Galeria de vencedores

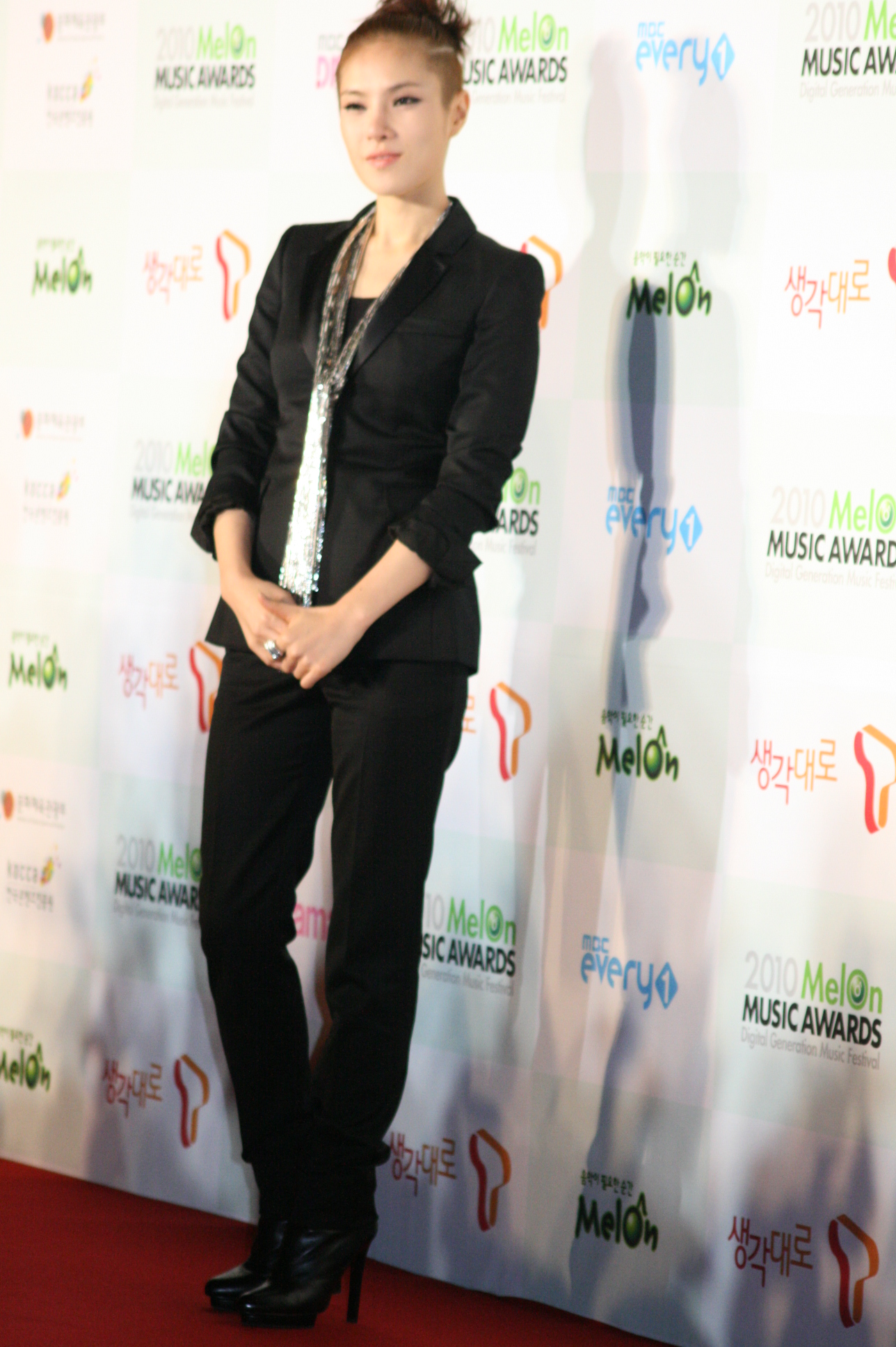
Gummy, (2010)
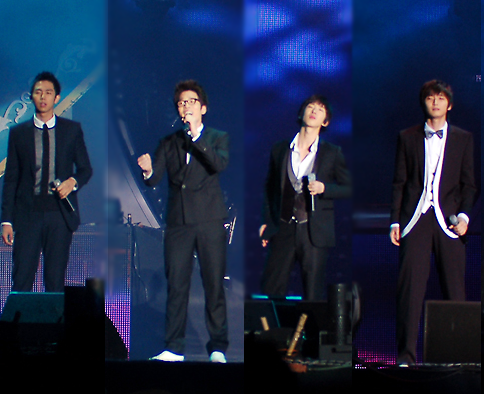
2AM, (2010)
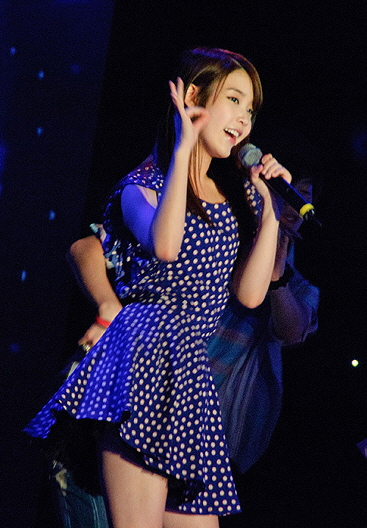
IU, (2011)
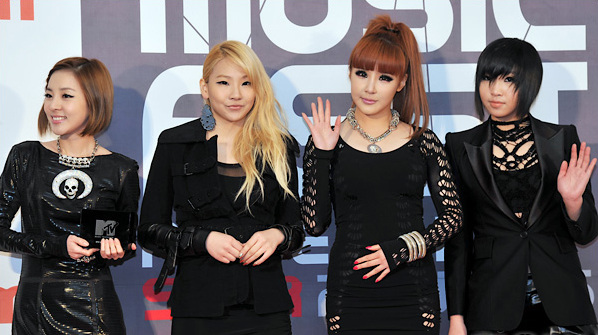
2NE1, (2011)
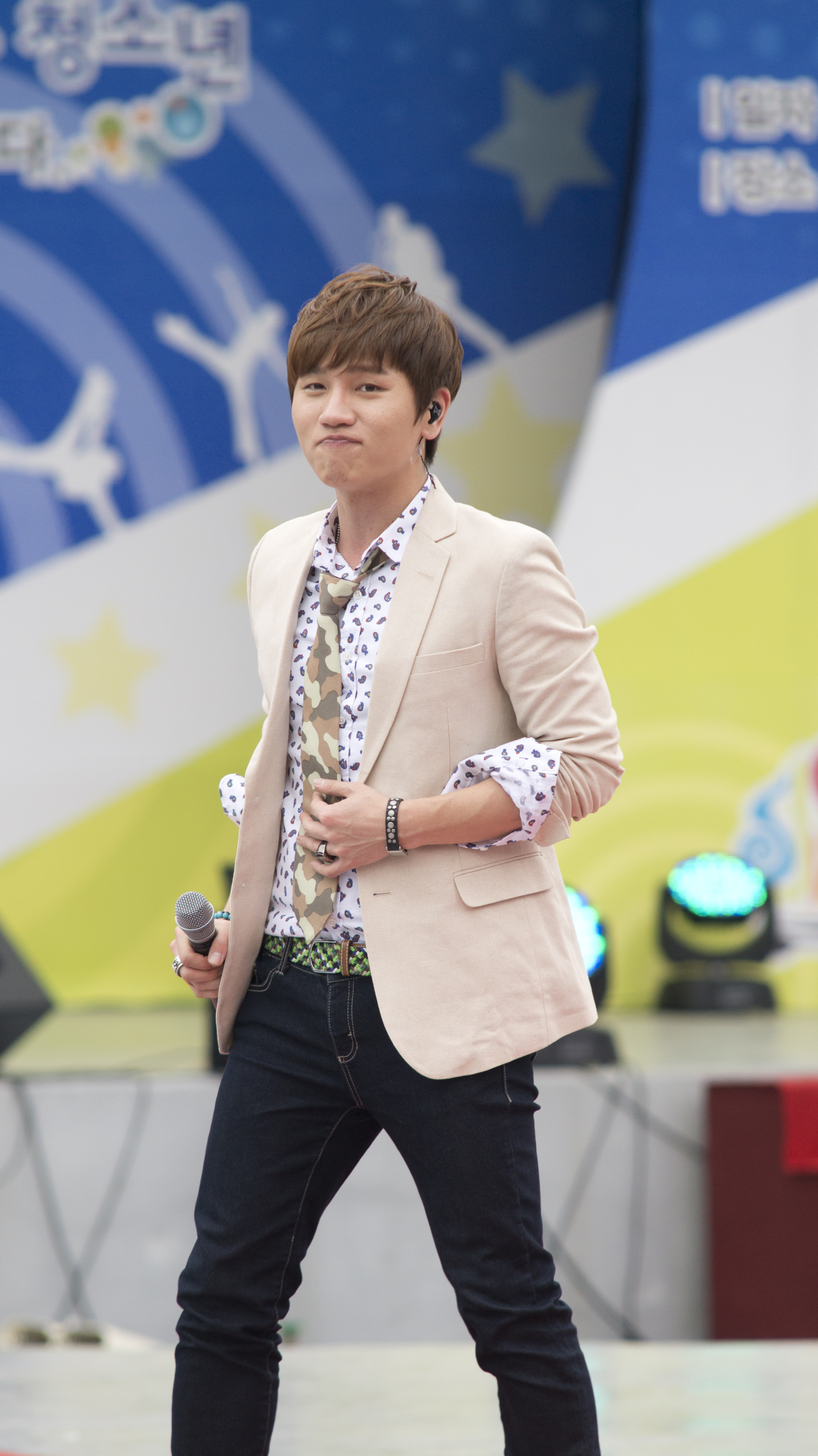
K.Will, (2012)
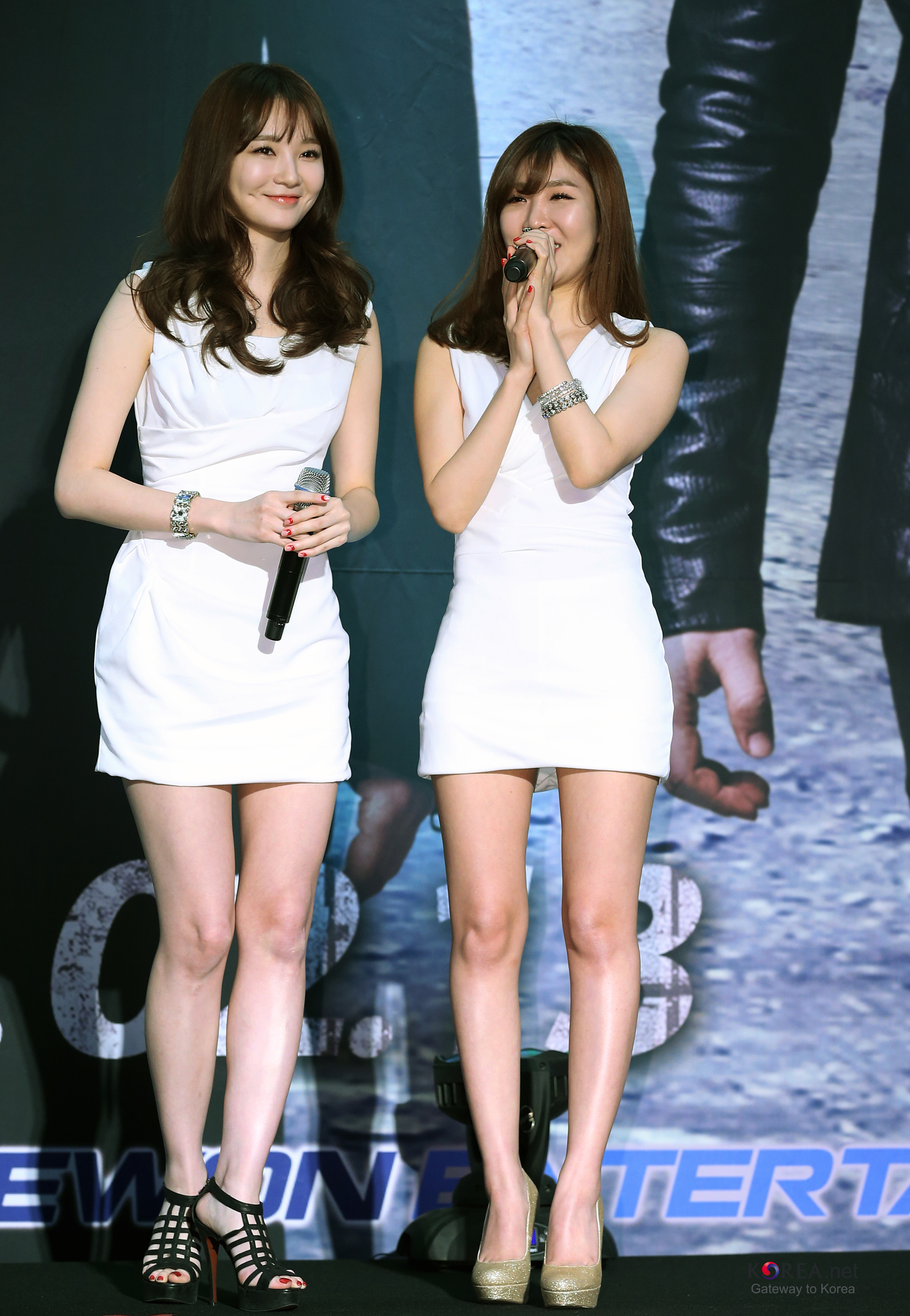
Davichi, (2012)
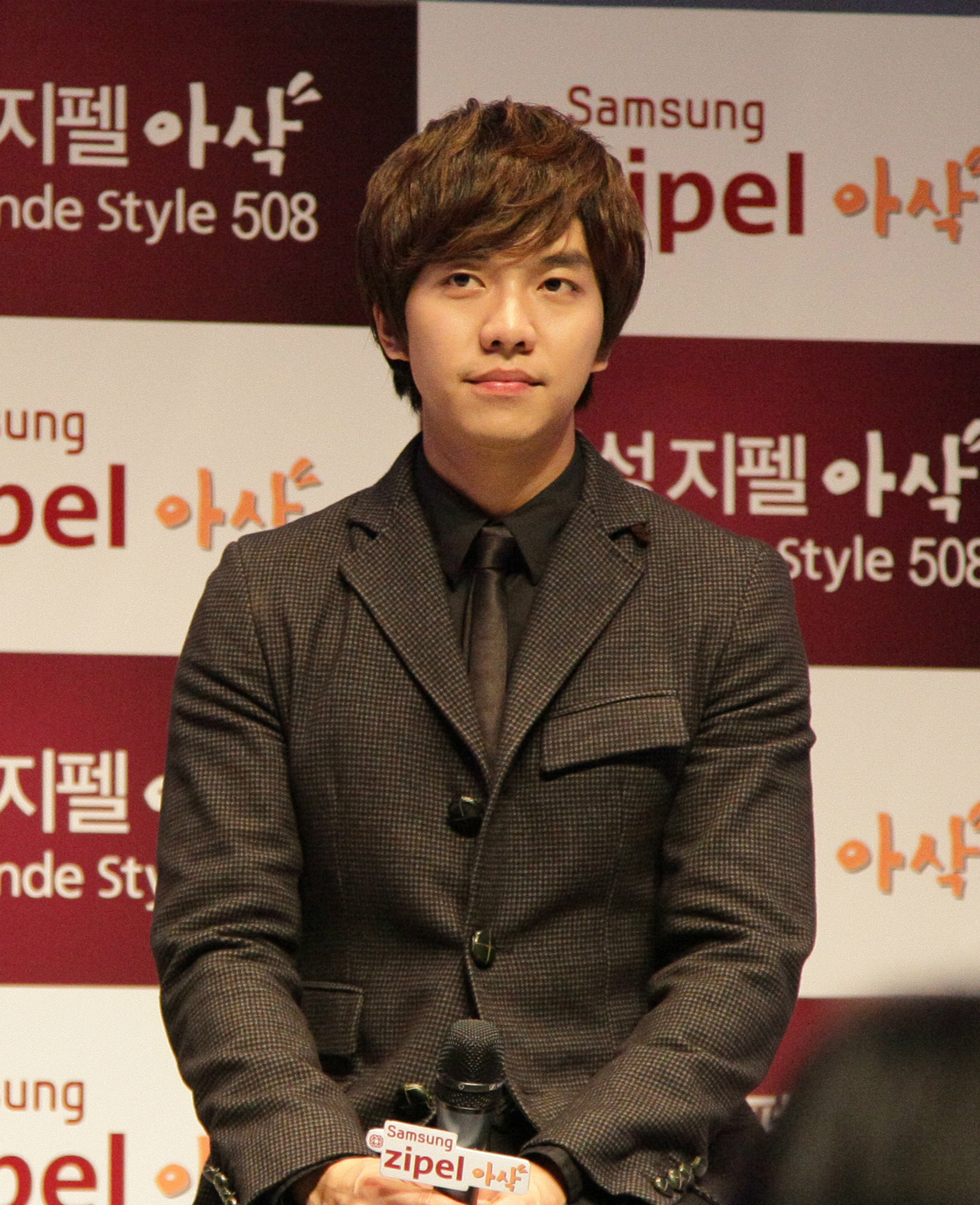
Lee Seung-gi, (2013)
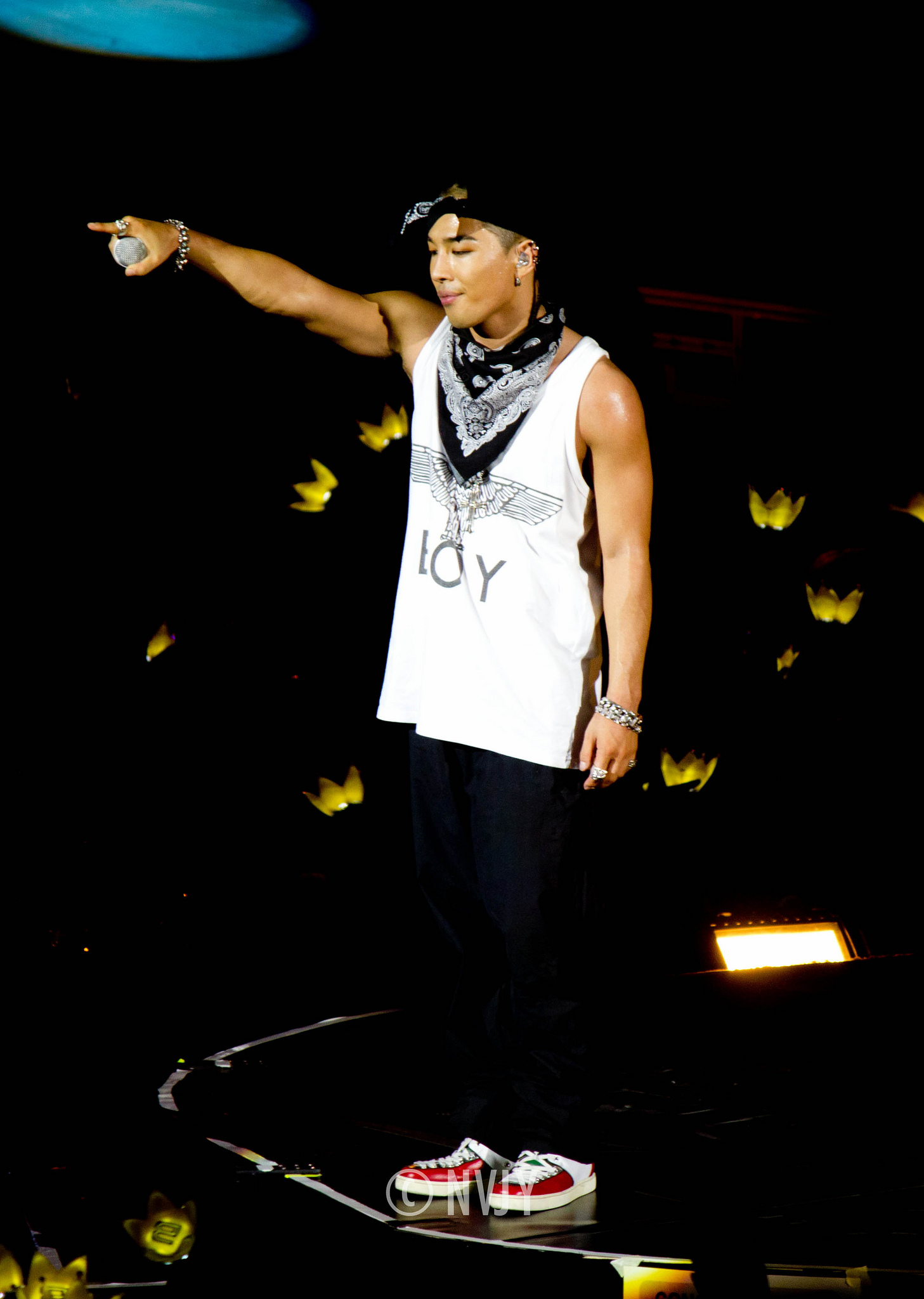
Taeyang, (2013)
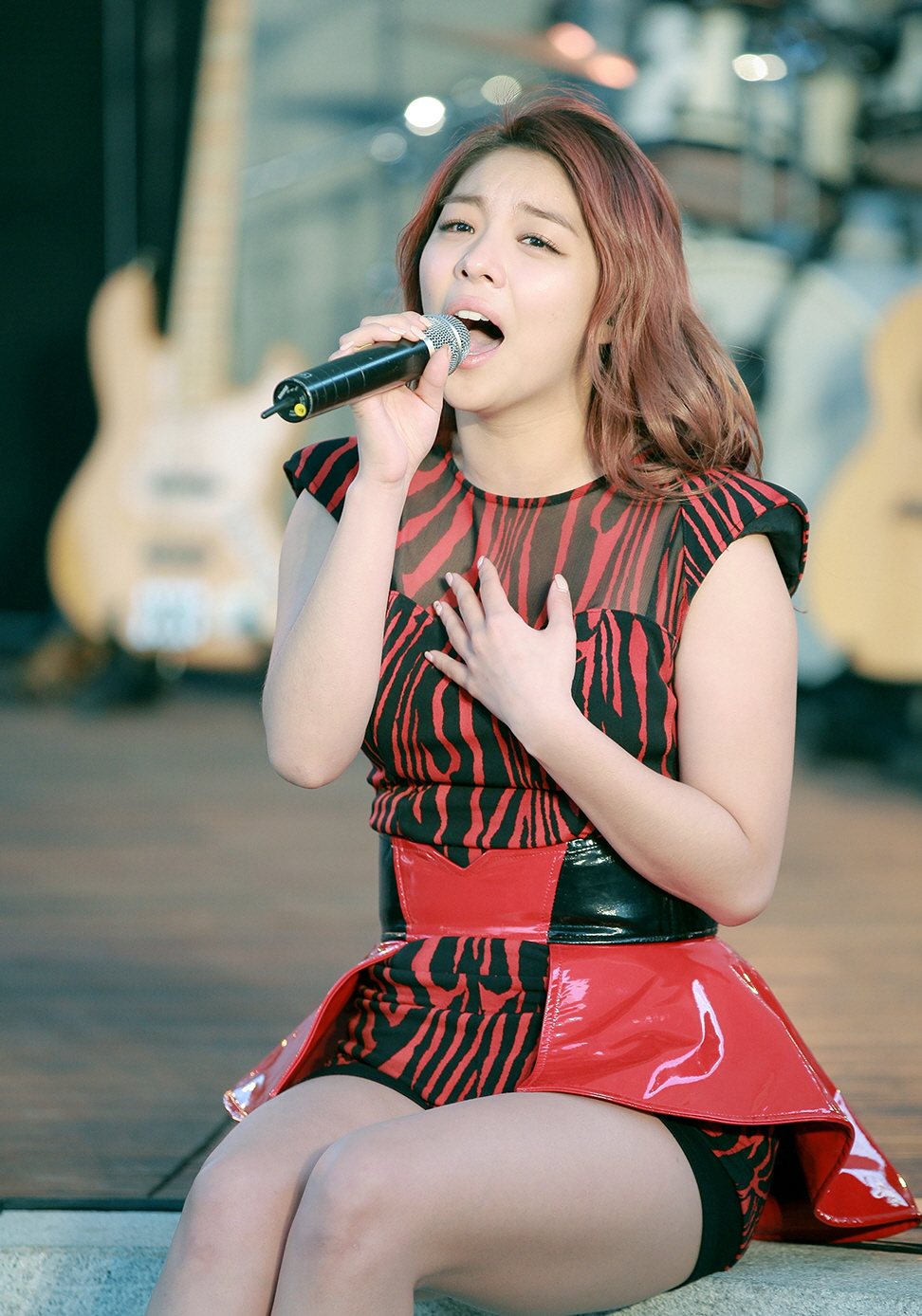
Ailee, (2012–13)